# Pteromonnina macrocarpa
Pteromonnina macrocarpa là một loài thực vật có hoa trong họ Polygalaceae. Loài này được (Chodat) B. Eriksen miêu tả khoa học đầu tiên năm 1993.